# Rui Costa (político)
Rui Costa dos Santos (Salvador, 18 de enero de 1963) es un economista y político brasileño. Afiliado al Partido de los Trabajadores (PT) desde 1982.fue gobernador del estado de Bahía, actualmente ocupa el cargo de Ministro de la casa civil de Brasil.

## Biografía
En 1985, con 22 años y trabajando en el Polo Petroquímico de Camaçari, fue uno de los líderes de la primera gran huelga que paralizó el Polo. Posteriormente director del sindicato de químicos y petroleros de Bahía, entre 1984 y 2000, y director de la confederación nacional de químicos, entre 1992 y 1998.

### Carrera política
Fue uno de los fundadores del Partido de los Trabajadores en Bahía. En 2000 fue elegido concejal de la ciudad de Salvador, siendo reelegido en 2004.
En enero de 2007, convocado por el gobernador Jaques Wagner, Costa asumió la Secretaría de Relaciones Institucionales del estado de Bahía, donde permaneció hasta 2010. Allí desarrolló un nuevo modelo de integración entre los poderes ejecutivo y legislativo estatales con entes federativos y movimientos sociales. La iniciativa fue reforzada con el lanzamiento del Sistema de Relación Institucional.
En 2010 fue elegido diputado federal por el PT, con el mayor número de votos de la bancada petista.
En 2014 fue elegido como candidato del PT a la gobernación del Estado de Bahía en las elecciones estatales de ese año. Fue elegido en primera vuelta con el 54,53 % de los votos válidos, contra el 37,39 % de su principal adversario, Paulo Souto. Souto lideraba todas las encuestas de opinión, a excepción de la realizada por IBOPE el 4 de octubre, un día antes de la elección, según la cual Rui Costa y Paulo Souto estaban empatados con el 46% de las intenciones de voto.